# Guershom ben Juda
Rabénu Guershom ben Juda Meór Hagolá רבנו גרשום מאור הגולה (em hebraico Nosso Rabino Guershom ben Juda iluminador do exilo) (955 em Metz - 1028 Mogúncia) foi um dos maiores sábios de Israel, líder do judaísmo asquenazi e legislador religioso que mudou o estado da mulher perante a lei judaica.
Rabenu Gershom é bem lembrado por duas proibições que ele adicionou na lei judaica: a proibição de poligamia e bigamia e a proibição de expulsar a esposa do casamento.